# 吉川勝秀
吉川勝秀（よしかわ かつひで、1951年 - 2011年9月11日）は、日本の河川工学者。1976年（昭和51年）旧建設省に入省し、2003年（平成15年）に国土交通省を退職。元・日本大学理工学部教授。

## 経歴
高知県生まれ。1972年3月、高知工業高等専門学校卒業。東京工業大学を経て、1976年東京工業大学大学院理工学研究科修士課程修了。1981年「水利用率の上昇した流域における水資源計画に関する研究」で、工学博士（早稲田大学）の学位を取得。技術士。
1976年、建設省に入省し、土木研究所研究員、同河川局治水課長補佐・河川計画課建設専門官・流域治水調整官、下館工事事務所長、大臣官房政策課長補佐・環境安全技術調整官、大臣官房政策企画官、国土交通省政策評価企画官、同国土技術政策総合研究所環境研究部長を歴任。2003年に国土交通省を退職。財団法人リバーフロント整備センター勤務。2003年から2008年、慶應義塾大学総合政策学部教授。2005年、日本大学理工学部社会交通工学科教授、2006年から2009年、京都大学防災研究所特任教授。内閣府総合科学技術会議・環境分野推進戦略プロジェクトチーム委員、NPO川での福祉・医療・教育研究所理事長。
吉川が遺した資料や書籍は日本大学理工学部 科学技術史料センターに「吉川勝秀文庫」として収蔵されている。また、著書は遺族により吉川の母校である高知工業高等専門学校に寄贈された。

## 著作リスト

### 単著
- 『人・川・大地と環境 : 自然共生型流域圏・都市に向けて』 技報堂出版、2004年
- 『河川流域環境学 : 21世紀の河川工学』 技報堂出版、2005年
- 『流域都市論 : 自然と共生する流域圏・都市の再生』 鹿島出版会、2008年
- 『河川の管理と空間利用 : 川はだれのものか、どうつき合うか』　鹿島出版会、2009年
- 『新河川堤防学 : 河川堤防システムの整備と管理の実際』 技報堂出版、2011年
- 『リバーウォークの魅力と創造 : 川を活かした都市再生』 鹿島出版会、2011年

### 共編著
- 『市民工学としてのユニバーサルデザイン : 土木におけるバリアフリー最前線』 編著、理工図書、2001年
- 『川のユニバーサルデザイン : 社会を癒す川づくり』 編著、川での福祉・医療・教育研究会 著、山海堂、2005年
- 『流域圏プランニングの時代 : 自然共生型流域圏・都市の再生』 石川幹子, 岸由二 共編、技報堂出版、2005年
- 『生態学的な斜面・のり面工法 : これからの緑化技術』 編著、三木博史, 上野将司, 藤原宣夫, 和田正, 門間敬一, 三浦裕二 著、山海堂、2006年
- 『河川堤防学 : 新しい河川工学』 編著、長瀬迪夫, 白井勝二, 瀬川明久, 福成孝三著、山海堂、2007年。技報堂出版、2008年
- 『多自然型川づくりを越えて』 編著、妹尾優二, 吉村伸一 著、学芸出版社、2007年
- 『舟運都市 水辺からの都市再生』 三浦裕二, 陣内秀信 共編著、鹿島出版会、2008年
- 『都市と河川 : 世界の「川からの都市再生」』 編著、伊藤一正 著、技報堂出版、2008年

### 翻訳
- Raymond Elliot Levitt, Nancy Morse Samelson 『建設工事の安全管理』 三浦裕二 共監訳、NPO都市環境研究会 訳、山海堂、2005年